# Riosucio (Caldas)
Riosucio è un comune della Colombia facente parte del dipartimento di Caldas.
Il centro abitato venne fondato da Ruy Vanegas, Camilo Pinzón Copete e Ceguera Miguel Morón nel 1819, mentre l'istituzione del comune è del 1846.